# Orientabilitat

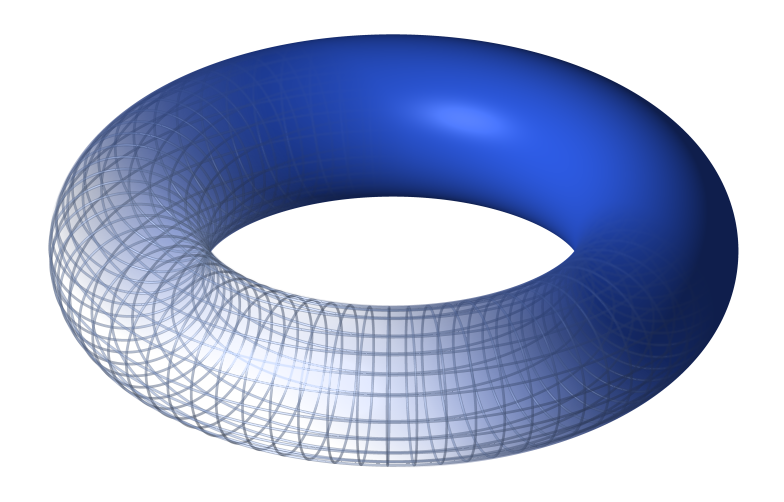
Un tor és una superfície orientable.

La cinta de Möbius és una superfície no orientable. Noteu que el cranc que recorre la cinta intercanvia la seva dreta i la seva esquerra amb cada circulació completa. Això no passaria si el cranc fos en un tor.

La superfície de Steiner és no orientable.

En matemàtiques, l'orientabilitat és una propietat de les superfícies en l'espai euclidià que mesura si és possible fer una elecció consistent del vector normal a la superfície a cada punt. Una elecció del vector normal permet utilitzar la regla de la mà dreta per definir un sentit "horari" dels camins tancats de la superfície, com per exemple en el teorema de Stokes. Més en general, l'orientabilitat d'una superfície abstracta, o d'una varietat, mesura si hom pot escollir de manera consistent un sentit "horari" per a tots els bucles de la varietat. Equivalentment, una superfície és orientable si una figura bidimensional com  en l'espai no es pot moure (contínuament) al voltant de l'espai i de nou tornar-la al punt inicial, de manera que sembli la seva pròpia imatge especular .
La idea d'orientabilitat també es pot generalitzar per a varietats de dimensions majors. Una varietat és orientable si admet una elecció compatible d'orientació, i una varietat orientable connexa té exactament dues orientacions possibles. Amb aquestes idees bàsiques, se'n poden donar diverses formulacions equivalents, depenent de l'aplicació desitjada i el nivell de generalitat. Les formulacions aplicables a les varietats topològiques en general utilitzen sovint mètodes de teoria d'homologia, mentre que per a varietats diferenciables hom disposa de més estructura, la qual cosa permet una formulació en termes de formes diferencials. Una generalització important de la idea d'orientabilitat d'un espai és la d'orientabilitat d'una família d'espais parametritzada per algun altre espai (un fibrat) per la qual cal seleccionar una orientació dins cadascun dels espais, i que varia contínuament respecte a canvis en els valors del paràmetre.

## Superfícies orientables

En aquesta animació s'utilitza una analogia simple, un engranatge que gira segons la regla de la mà dreta en el vector normal d'una superfície. L'orientació de les corbes donades per les fronteres ve donada per la direcció en la qual es mouen els punts quan són empesos per l'engranatge. En una superfície no orientable, com la cinta de Möbius, la frontera hauria de moure's en ambdues direccions alhora, la qual cosa no és possible.

Una superfície S en l'espai euclidià R3 és orientable si una figura bidimensional (per exemple, ) no es pot moure al voltant de la superfície, sense abandonar-la, i portar-la de nou al punt inicial de tal manera que sembli la seva pròpia imatge especular de mirall pròpia (). Altrament, hom diu que la superfície és no-orientable. Una superfície abstracta (és a dir, una varietat bidimensional) és orientable si hom pot definir de manera consistent el concepte de rotació horària al voltant de la superfície de manera contínua. És a dir, un bucle que gira d'una manera en la superfície mai no pot ser contínuament deformat (sense autointersecar-se) en un bucle que gira en sentit contrari. Això resulta ser equivalent a la qüestió de si la superfície no conté cap subconjunt que sigui homeomorf a la cinta de Möbius. Així, per a superfícies, hom pot pensar que la cinta de Möbius és la font de tota no-orientabilitat.
En el cas d'una superfície orientable superfície, una elecció compatible de gir "en el sentit de les agulles del rellotge" s'anomena orientació, i de la superfície se'n diu orientada. Per a superfícies immerses en l'espai euclidià, hom pot especificar una orientació mitjançant l'elecció d'una superfície normal n a cada punt que canviï de forma contínua. Si existeix una tal superfície normal, llavors sempre hi ha dues maneres d'escollir-la: n o −n. En general, una superfície orientable admet exactament dues orientacions, i la distinció entre una superfície orientada i una d'orientable és subtil i de vegades es confon. Una superfície orientable és una superfície abstracta que admet una orientació, mentre que una superfície orientada és una superfície que és orientable de manera abstracta, i a més permet escollir una de les dues orientacions possibles.
Exemples
La majoria de superfícies que hom pot trobar en el món físic són orientables. Les esferes, els plans, i els tors són orientables, per exemple. Però les cintes de Möbius, els plans projectius reals, i les ampolles de Klein són no orientable. Aquests últims, quan es visualitzen en 3 dimensions, tenen només un costat. El pla projectiu real i l'ampolla de Klein no es poden submergir en R3 sense autointerseccions.
Cal notar que, de manera local, una superfície submergida sempre té dos costats. L'essència de tenir un sol costat és que es pot passar d'un costat a l'altre sense passar a través de la superfície ni girar per sobre de la vora, sinó simplement recorrent la superfície.
En general, la propietat de ser orientable no és equivalent al fet de tenir dues cares; tanmateix, això és cert quan l'espai ambient (com R3) és orientable. Per exemple, un tor immers dins K² × S¹ pot tenir una sola cara, i una ampolla de Klein en el mateix espai pot tenir dues cares; aquí, K² denota l'ampolla de Klein.
Orientació per triangulació
Tota superfície admet una triangulació: una descomposició en triangles tal que cada aresta d'un triangle está enganxada a, com a molt, una altra aresta. Cada triangle admet una orientació, tot escollint un sentit al voltant del perímetre del triangle, i associant un sentit a cada aresta del triangle. Si això és fet de tal manera que les arestes en contacte tinguin sentits oposats, llavors això determina una orientació de la superfície. Una tal elecció només és possible si la superfície és orientable, i en aquest cas hi ha exactament dues orientacions diferents.
Si la figura  es pot col·locar de manera consistent en tots els punts de la superfície sense convertir-se en la seva imatge especular, llavors això induirà una orientació en el sentit anterior sobre cadascun dels triangles de la triangulació, mitjançant la selecció del sentit de cada triangle, basat en l'ordre vermell-verd-blau dels colors de qualsevol de les figures en l'interior del triangle.
Aquesta aproximació es pot generalitzar a qualsevol n-varietat que tingui una triangulació. Tanmateix, algunes 4-varietats no admeten cap triangulació, i en general per n > 4 algunes n-varietats tenen triangulacions que no són equivalents.
Orientabilitat i homologia
Si H1(S) denota el primer grup d'homologia d'una superfície S, llavors S és orientable si i només si H1(S) té un subgrup de torsió trivial. Més concretament, si S és orientable, llavors H1(S) és un grup abelià lliure, i si no és orientable llavors H1(S) = F + Z/2Z, on F és abelià lliure, i el factor Z/2Z està generat per la corba mitja d'una cinta de Möbius immersa en S.

## Orientabilitat de varietats
Sigui M una n-varietat topològica connexa. Hi ha diverses definicions possibles de què significa que M sigui orientable. Algunes d'aquestes definicions requereixen que M tingui una estructura addicional, com ara ser diferenciable. El cas n = 0 cal tractar-lo individualment. Quan més d'una d'aquestes definicions apliquen a M, llavors M és orientable sota una definició si i només si és orientable sota les altres.

### Orientabilitat de varietats diferenciables
Les definicions més intuïtives requereixen que M sigui una varietat diferenciable. Això significa que les funcions de transició en l'atles de M són funcions C¹. Una tal funció admet un determinant jacobià. Quan el determinant jacobià és positiu, es diu que la funció de transició conserva l'orientació. Un atles orientat en M és un atles pel qual totes les funcions de transició conserven l'orientació. Es diu que M és orientable si admet un atles orientat. Quan n > 0, una orientació de M és un atles orientat màxim (en el cas n = 0, una orientació de M és una funció M → {±1}).
L'orientabilitat i les orientacions també es poden expressar en termes del fibrat tangent. El fibrat tangent és un fibrat vectorial, de tal manera que és un fibrat amb grup estructural GL(n, R). És a dir, les funcions de transició de la varietat indueixen funcions de transició en el fibrat tangent que són transformacions lineals en cada fibra. Si el grup estructural es pot reduir al grup GL+(n, R) de matrius amb determinant positiu, o equivalentment si existeix un atles amb funcions de transició que determinen una transformació lineal que conserva l'orientació en cada espai tangent, llavors la varietat M és orientable. Recíprocament, M és orientable si i només si el grup estructural del fibrat tangent es pot reduir d'aquesta manera.
Una altra manera de definir les orientacions en una varietat diferenciable és a través de formes de volum. Una forma de volum és una secció ω de ⋀n T∗M, la major potència exterior del fibrat cotangent de M, que no s'anul·la enlloc. Per exemple, Rn té una forma de volum estàndard donada per dx¹ ∧ ... ∧ dxn. Donada una forma de volum sobre M, la col·lecció de totes les cartes U → Rn per la qual el volum estàndard admet un pull-back a un múltiple positiu de ω és un atles orientat. L'existència d'una forma de volum és, per tant, equivalent a l'orientabilitat de la varietat.
Les formes de volum i els vectors tangents es poden combinar per donar encara una altra descripció d'orientabilitat. Si X1, ..., Xn és una base de vectors tangents en un punt p, llavors hom diu que la base és dretana si ω(X1, ..., Xn) > 0. Una funció de transició conserva l'orientació si i només si envia bases dretanes a bases dretanes. L'existència d'una forma de volum implica una reducció del grup estructural del fibrat tangent o el fibrat de referències a GL+(n, R). Anàlogament al cas anterior, això implica l'orientabilitat de M. Recíprocament, si M és orientable, llavors hom pot combinar les formes de volum locals per crear una forma de volum global, on l'orientabilitat és necessària per a assegurar que la forma global no s'anul·la enlloc.

### Homologia i orientabilitat de varietats generals
Totes les definicions anteriors sobre l'orientabilitat d'una varietat diferenciables contenen la idea d'una orientació que conservi les funcions de transició. Això suscita la qüestió què és el que conserven exactament aquestes funcions de transició. No poden conservar una orientació de la varietat perquè una orientació de la varietat és un atles, i no té sentit dir que una funció de transició conservi o no un atles del qual forma part..
Aquesta qüestió es pot resoldre definint orientacions locals. Sobre una varietat unidimensional, una orientació local al voltant d'un punt p correspon a l'elecció d'un concepte "esquerra" i "dreta" a prop del punt. En una varietat bidimensional, correspon a una elecció de "sentit horari" i "sentit antihorari". Aquestes dues situacions comparteixen la característica de què es descriuen en termes d'un comportament de dimensió màxima al voltant de p però al mateix p. En un cas general, sigui M una n-varietat topològica. Una orientació local de M al voltant d'un punt p és una elecció del generador del grup
{\displaystyle H_{n}(M,M\setminus \{p\};\mathbf {Z} ).}
Per veure la importància geomètrica d'aquest grup, hom escull una carta al voltant de p. En aquesta carta existeix un entorn de p que és una bola oberta B al voltant de l'origen O. Pel teorema d'escisió, {\displaystyle H_{n}(M,M\setminus \{p\};\mathbf {Z} )} és isomorf a {\displaystyle H_{n}(B,B\setminus \{O\};\mathbf {Z} )}. La bola B és contràctil, pero tant els seus grups d'homologia s'anul·len excepte en dimensió 0, i l'espai B \ O és una (n − 1)-esfera, de tal manera que els seus grups d'homologia s'anul·len excepte en graus (n − 1) i 0. Un càlcul amb la successió exacta llarga en homologia relativa mostra que grup d'homologia anterior és isomorf a {\displaystyle H_{n-1}(S^{n-1};\mathbf {Z} )\cong \mathbf {Z} }. Una elecció del generador correspon, per tant, a una decisió de si, en la carta donada, una esfera al voltant de p és positiva o negativa. Una reflexió de Rn amb referència a l'origen actua per negació sobre {\displaystyle H_{n-1}(S^{n-1};\mathbf {Z} )}, de tal manera que la importància geomètrica de l'elecció del generador és que distingeix les cartes de les seves reflexions.
En una varietat topològica, hom diu que una funció de transició conserva l'orientació si, a cada punt p del seu domini, deixa fixos els generadors de {\displaystyle H_{n}(M,M\setminus \{p\};\mathbf {Z} )}. A partir d'aquí, hom pot reformular les definicions rellevants de manera anàloga al cas diferenciable. Un atles orientat és aquell per al qual totes les funcions de transició conserven l'orientació, M és orientable si admet un atles orientat, i si n > 0, una orientació de M és un atles orientat maximal.
Intuïtivament, una orientació de M ha de definir una orientació local única de M a cada punt. Això és així perquè qualsevol carta de l'atles orientat al voltant de p es pot emprar per determinar una esfera al voltant de p, i aquesta esfera determina un generador de {\displaystyle H_{n}(M,M\setminus \{p\};\mathbf {Z} )}. Addicionalment, qualsevol altra carta al voltant de p es relaciona amb la primera carta mitjançant una funció de transició que conserva l'orientació, i això implica que les dues cartes proporcionen el mateix generador, d'on es té que el generador és únic.
També es poden donar definicions purament homològiques. Si hom suposa que M és tancat i connex, M és orientable si i només si l'n-sim grup d'homologia {\displaystyle H_{n}(M;\mathbf {Z} )} és isomorf al conjunt dels enters Z. Una orientació de M és una elecció d'un generador α d'aquest grup. Aquest generador determina un atles orientat quan es fixa un generador del grup cíclic infinit {\displaystyle H_{n}(M;\mathbf {Z} )}, i prenent les cartes orientades que siguin aquelles que fan que α faci push-forward cap al generador fixat. Recíprocament, un atles orientat determina un tal generador, ja que les orientacions locals compatibles es poden enganxar per tal de proporcionar un generador per al grup d'homologia {\displaystyle H_{n}(M;\mathbf {Z} )}.

### El recobriment doble orientable
Al voltant de cada punt de M hi ha dues orientacions locals. Intuïtivament, existeix una manera de moure's des d'una orientació local en un punt p fins a una orientació local a un punt proper p': quan tots dos punts estan en la mateixa carta de coordenades U → Rn, aquesta carta de coordenades defineix orientacions locals compatibles a p i a p'. El conjunt de les orientacions locals, per tant, pot dotar-se d'una estructura topològica, i aquesta topologia les converteixen en una varietat.
Més concretament, sigui O el conjunt de totes les orientacions locals de M. Per tal de dotar O d'una topologia, hom pot especificar-ne una subbase. Sigui U un subconjunt obert de M escollit de tal manera que {\displaystyle H_{n}(M,M\setminus U;\mathbf {Z} )} sigui isomorf a Z. Suposi's que α és un generador d'aquest grup. Per a cada p d'U, existeix una funció de push-forward {\displaystyle H_{n}(M,M\setminus U;\mathbf {Z} )\to H_{n}(M,M\setminus \{p\};\mathbf {Z} )}. El codomini d'aquest grup té dos generadors, i α s'envia a un d'ells. La topologia de O es defineix de manera que
{\displaystyle \{{\text{Imatge de }}\alpha {\text{ dins }}H_{n}(M,M\setminus \{p\};\mathbf {Z} )\colon p\in U\}}
sigui obert.
Existeix una projecció π : O → M canònica que envia una orientació local al voltant de p al propi punt p. És clar que cada punt de M té precisament dues preimatges per π. De fet, π és fins i tot un homeomorfisme local, perquè les preimatges dels conjunts oberts U esmentats abans són homeomorfes a la unió disjunta de dues còpies de U. Si M és orientable, llavors el propi M és un d'aquests conjunts oberts, de tal manera que O és la unió disjunta de dues còpies de M. Si M no és orientable, en canvi, llavors O és connex i orientable. Hom diu que la varietat O és el recobriment doble orientable.

### Varietats amb frontera
Si M és una varietat amb frontera, llavors una orientació de M és defineix com una orientació del seu interior. Aquesta orientació indueix una orientació de ∂M. En efecte, suposi's que hom fixa una orientació de M. Sigui U → Rn+ una carta en un punt de la frontera de M que, quan es restringeix a l'interior de M, està en l'atles orientat escollit. La restricció d'aquesta carta a ∂M és una carta de ∂M. Aquestes cartes formen un atles orientat per a ∂M.
Quan M és diferenciable, a cada punt p de ∂M, la restricció del fibrat tangent de M a ∂M és isomorfa a Tp∂M ⊕ R, on el factor de R es descriu pel vector normal que apunta cap a dins. L'orientació de Tp∂M es defineix per la condició de què una base de Tp∂M té orientació positiva si i només si, quan es combina amb el vector normal que apunta cap a dins, defineix una base orientada positivament de TpM.

## Revestiment doble orientable
Una noció molt relacionada utilitza la idea de l'espai revestiment. Per a una varietat M, hom pren M*, el conjunt de parells (x, o) on x és un punt de M i o és una orientació en x; aquí, hom assumeix que M és o bé diferenciable (de tal manera que es pot escollir una orientació de l'espai tangent en un punt), o bé s'ha d'emprar homologia singular per definir l'orientació. Aleshores, per a cada subconjunt orientat i obert de M es considera el conjunt corresponent de parells, i es defineix que aquest conjunt és un obert de M*. Això dota M* d'una topologia, i la projecció que envia (x, o) a x és una aplicació revestiment. Hom diu que aquest espai revestiment és el revestiment doble orientable, ja que en efecte és orientable. M* és connex si i només si M és no orientable.
Una altra manera de construir aquest revestiment és classificar els llaços amb base en un cert punt en aquells que conserven l'orientació i aquells que la inverteixen. Els llaços que conserven l'orientació generen u nsubgrup del grup fonamental; aquest subgrups és o bé el grup sencer, o bé un subgrup d'índex 2. En l'últim cas (que correspon a un camí que inverteix l'orientació), el subgrup correspon a un revestiment doble connex; aquest revestiment és orientable per construcció.

## Orientació de fibrats vectorials
Un fibrat vectorial real, el qual a priori té un grup estructural GL(n), es diu que és orientable quan el grup estructural es pot reduir a GL+(n), el grup de matrius amb determinant positiu. Per al fibrat tangent, aquesta reducció sempre és possible si la varietat subjacent és orientable, i de fet això proporciona un mecanisme per definir l'orientabilitat d'una varietat real diferenciable: hom diu que una varietat diferenciables és orientable si el seu fibrat tangent és orientable (com a fibrat vectorial). Cal notar que com a varietat en si mateixa, el fibrat tangent sempre és orientable, encara que sigui un fibrat tangent sobre varietats no orientables.

## Conceptes relacionats

### Àlgebra lineal
La idea d'orientabilitat, essencialment, es deriva de la topologia del grup lineal general real GL(n, R), específicament del fet que el grup d'homotopia més baix és π0(GL(n, R) = Z/2, una transformació invertible d'un espai vectorial real que o bé conserva l'orientació, o bé la inverteix.
Això és vàlid no només per a varietats diferenciables, sinó també per a varietats topològiques, ja que l'espai d'equivalències d'auto-homotopia d'una esfera també té dues components connexes, les quals hom pot denotar com aplicacions que "conserven l'orientació" i aplicacions "que inverteixen l'orientació".
La idea anàloga per al grup simètric és el grup alternant de les permutacions parelles.

### Geometria de Lorentz
En geometria de Lorentz, hi ha dues classes d'orientabilitat: l'orientabilitat espacial i l'orientabilitat temporal, que juguen una funció en l'estructura causal de l'espaitemps. En el context de la relativitat general, una varietat de l'espaitemps és orientable espacialment si, sempre que dos observadors dretans viatgen en dos coets, i parteixen en el mateix punt de l'espaitemps, i es troben de nou en un altre punt, llavors continuen essent dretans. Si un espaitemps és orientable temporalment, llavors els dos observadors sempre estaran d'acord en la direcció del temps en els dos punts on es troben. De fet, un espaitemps és orientable temporalment si i només si dos observadors qualssevol poden posar-se d'acord sobre quin dels dos moments en què es van trobar precedeix l'altre moment.
Formalment, el grup pseudo-ortogonal O(p,q) té un parell de caràcters: el caràcter d'orientació espacial σ+ i el caràcter d'orientació del temps σ−,
{\displaystyle \sigma _{\pm }:\operatorname {O} (p,q)\to \{-1,+1\}.}
El seu producte σ = σ+σ− és el determinant, el qual proporciona el caràcter d'orientació. Una orientació espacial d'una varietat pseudo-riemanniana s'identifica amb una secció del fibrat associat
{\displaystyle \operatorname {O} (M)\times _{\sigma _{+}}\{-1,+1\}}
on O(M) és el fibrat de referències pseudo-ortogonals. De manera anàloga, una orientació temporal és una secció del fibrat associat
{\displaystyle \operatorname {O} (M)\times _{\sigma _{-}}\{-1,+1\}.}